# Guy Sonnen
Guy Sonnen (Maastricht, 1952) is een Nederlands acteur, zanger en theatermaker.
Guy Sonnen volgde zijn theateropleiding aan de Studio Herman Teirlinck in Antwerpen en het Centre d'Etudes Theatrales in Leuven en studeerde zang bij Carolyn Watkinson, Paula Salomon-Lindberg, Ernst Boreel, Valentin Soukhodolets, Ale van Dijk en Henk Smit.
Na omzwervingen en een Europese tournee met Bread and Puppet Jeruzalem vestigt hij zich in 1974 in Amsterdam, waar hij enkele jaren deel uitmaakt van theatercollectief Sater. Als acteur/zanger speelde hij bij onder andere Toneelgroep Globe, Persona, De Roeiers, Mickery, de Kern, Stichting Maat, DNA, Nationale Reisopera en Het Zuidelijk Toneel. Ook speelde hij in musicals, waaronder het visuele muziektheaterstuk “Regen” (1991) van Studio Hinderik.
In 1975 richt Sonnen de Muziektheatergroep Kip op. Met deze groep bedenkt en speelt hij een tiental zogeheten straatopera’s. In deze periode leert hij poppenspeler Feike Boschma kennen. Ze raken bevriend en werkten sindsdien, tot Feikes dood in 2014, geregeld samen.
Theater en zijn liefde voor muziek brengt hij in 1992 samen in de theatersolo “De Contrabas” van Patrick Süsskind, die hij twee jaar zal spelen.
Sinds de jaren negentig is Guy Sonnen zowel als schrijver/theatermaker en als docent Laban-bewegingsanalyse betrokken bij theater- en muziekinitiatieven in België, Bulgarije, Macedonië, Moldavië, Roemenië, Suriname, Zuid-Afrika en Zweden. Eind jaren negentig heeft hij een bijrol in de soapserie Goudkust.
In 2004 regisseerde hij de eenakter “Gelijke Gevallen?”, geschreven door Gerardjan Rijnders en maakte hij samen met Boschma de operavoorstelling “Mozart en Salieri” in opdracht van het Gergiev Festival in Rotterdam.
Daarnaast werkte hij van 2005 tot 2015 mee aan voorstellingen van het Russisch Kamerkoor waar hij als bas meezong en Russische gedichten voordroeg.
In 2023 vertolkte Guy Sonnen een hoofdrol in een korte film van het YouTube kanaal 'WDO MOVIES'. Middels dit project sloeg hij de handen ineen met diverse kinderen om de grenzen te verleggen op de gebieden van 'horror' en 'drama'.